# Fițcău, Mureș
Fițcău este un sat în comuna Aluniș din județul Mureș, Transilvania, România.

## Imagini

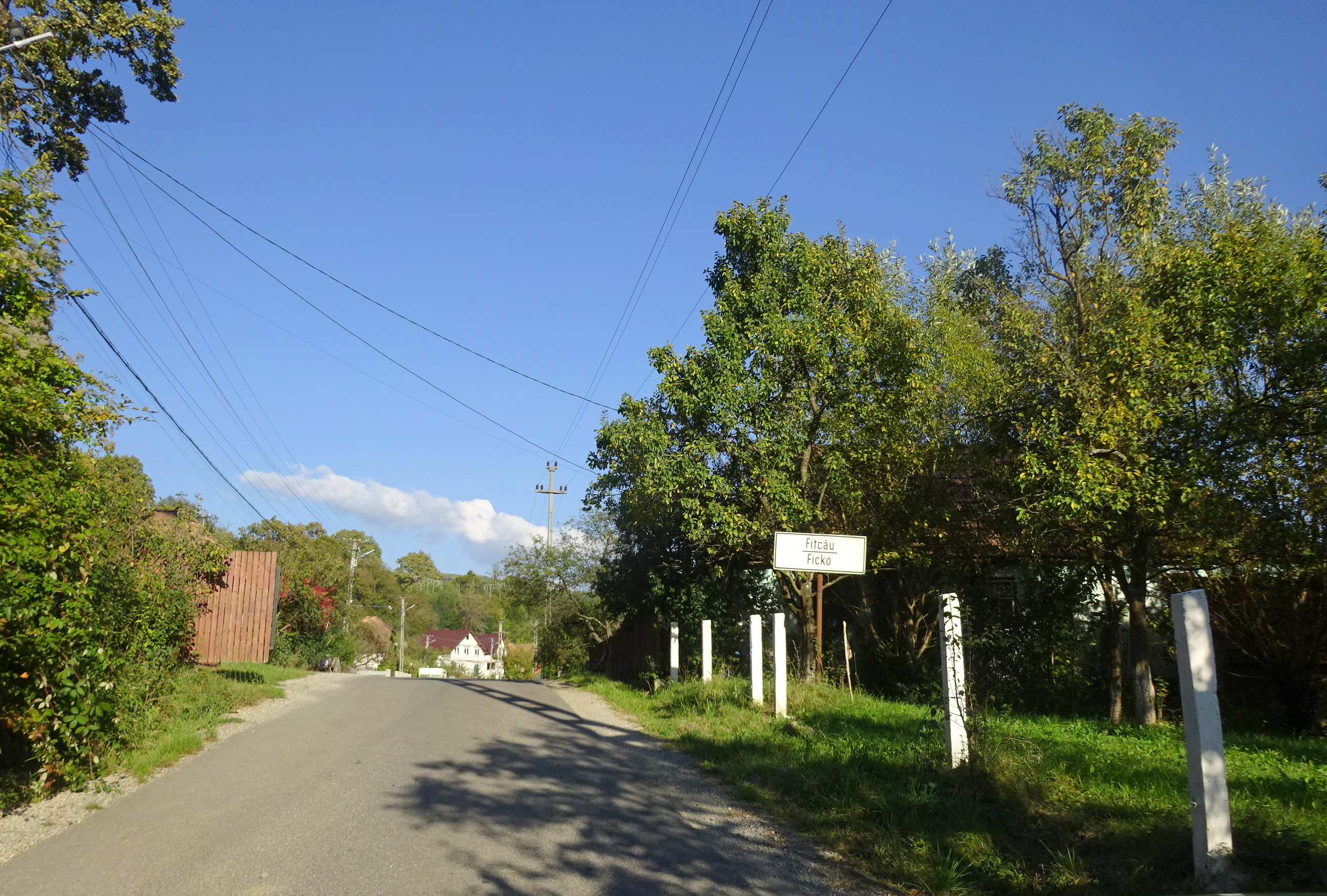
Intrarea în localitate
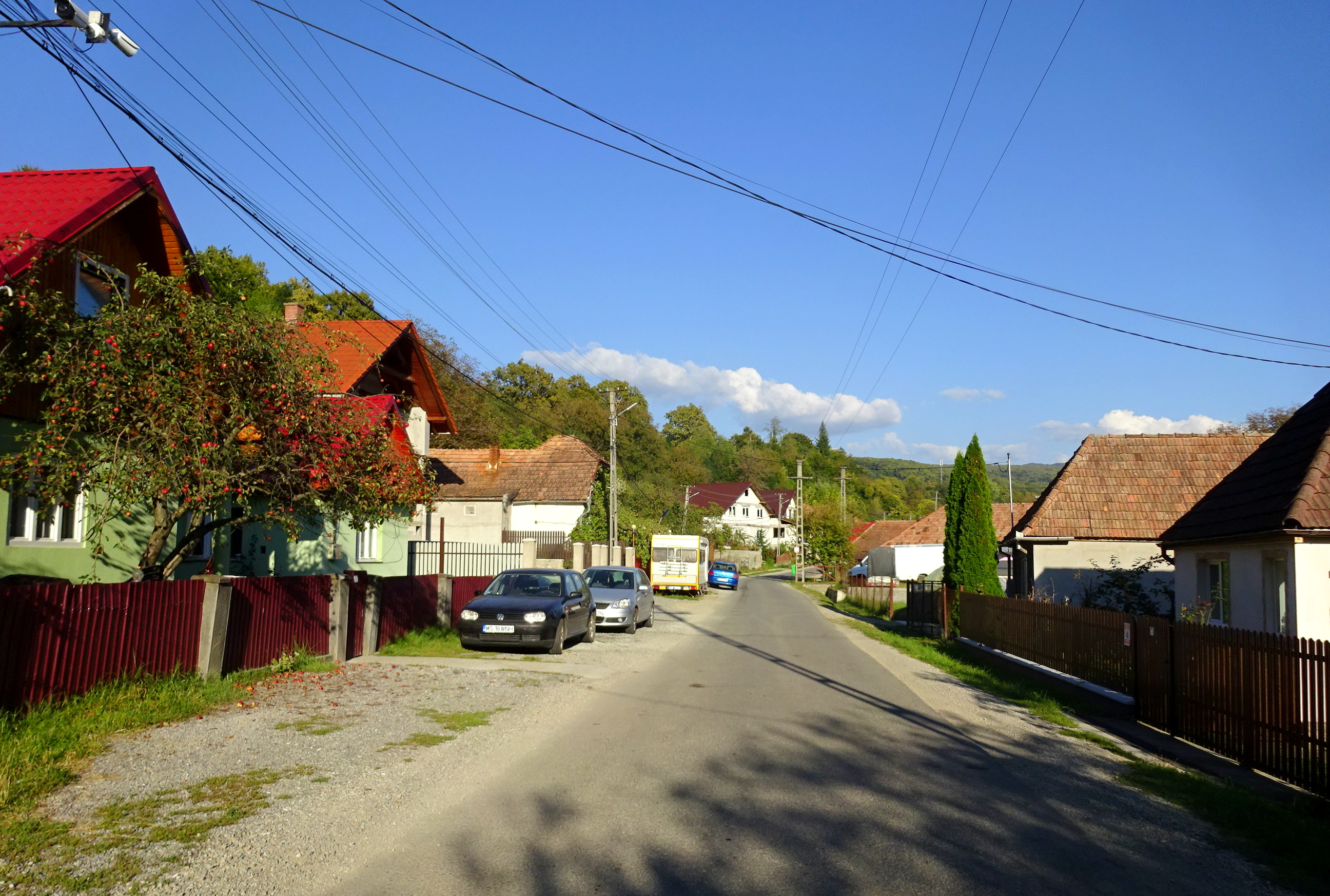
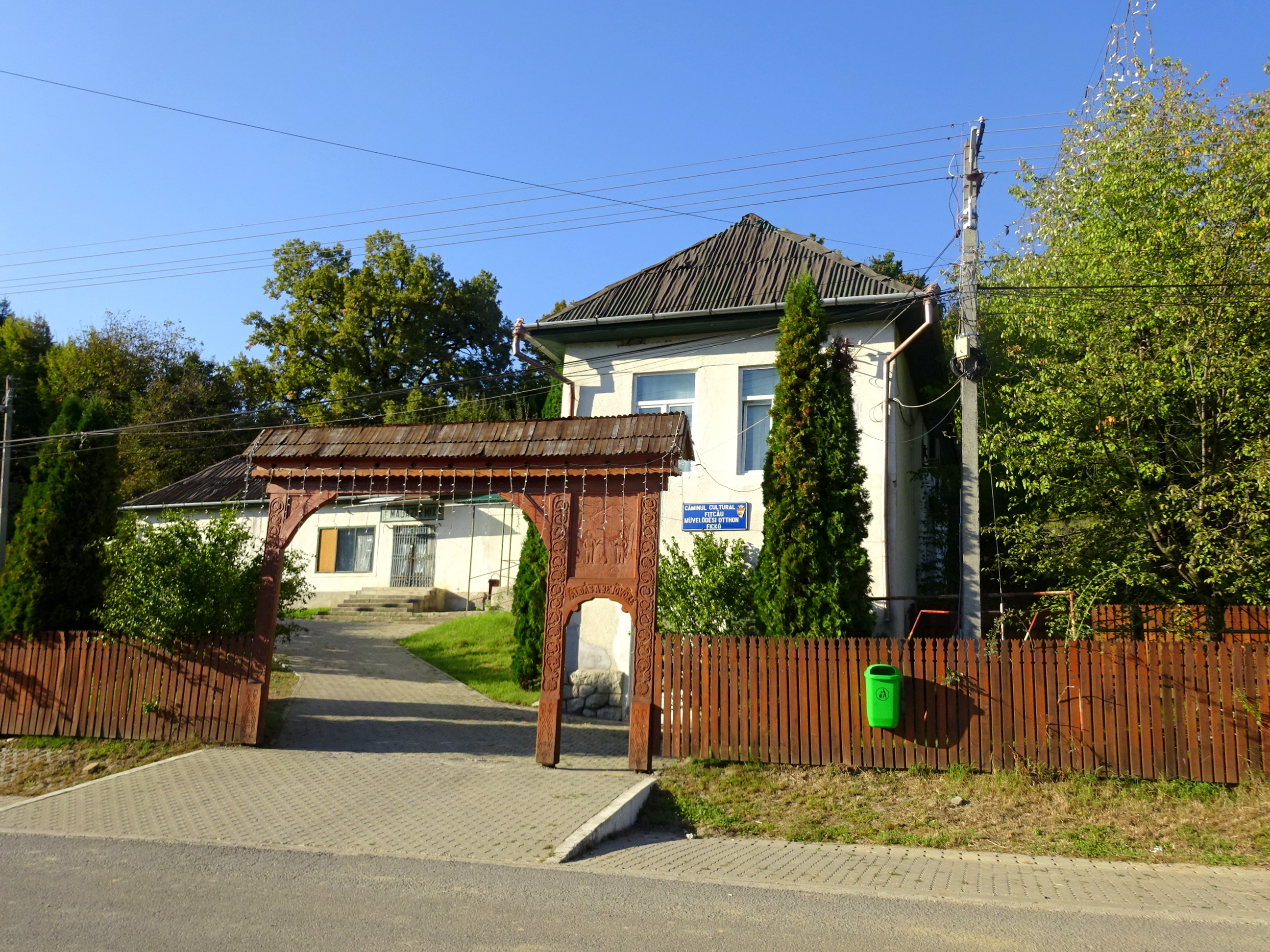
Căminul cultural
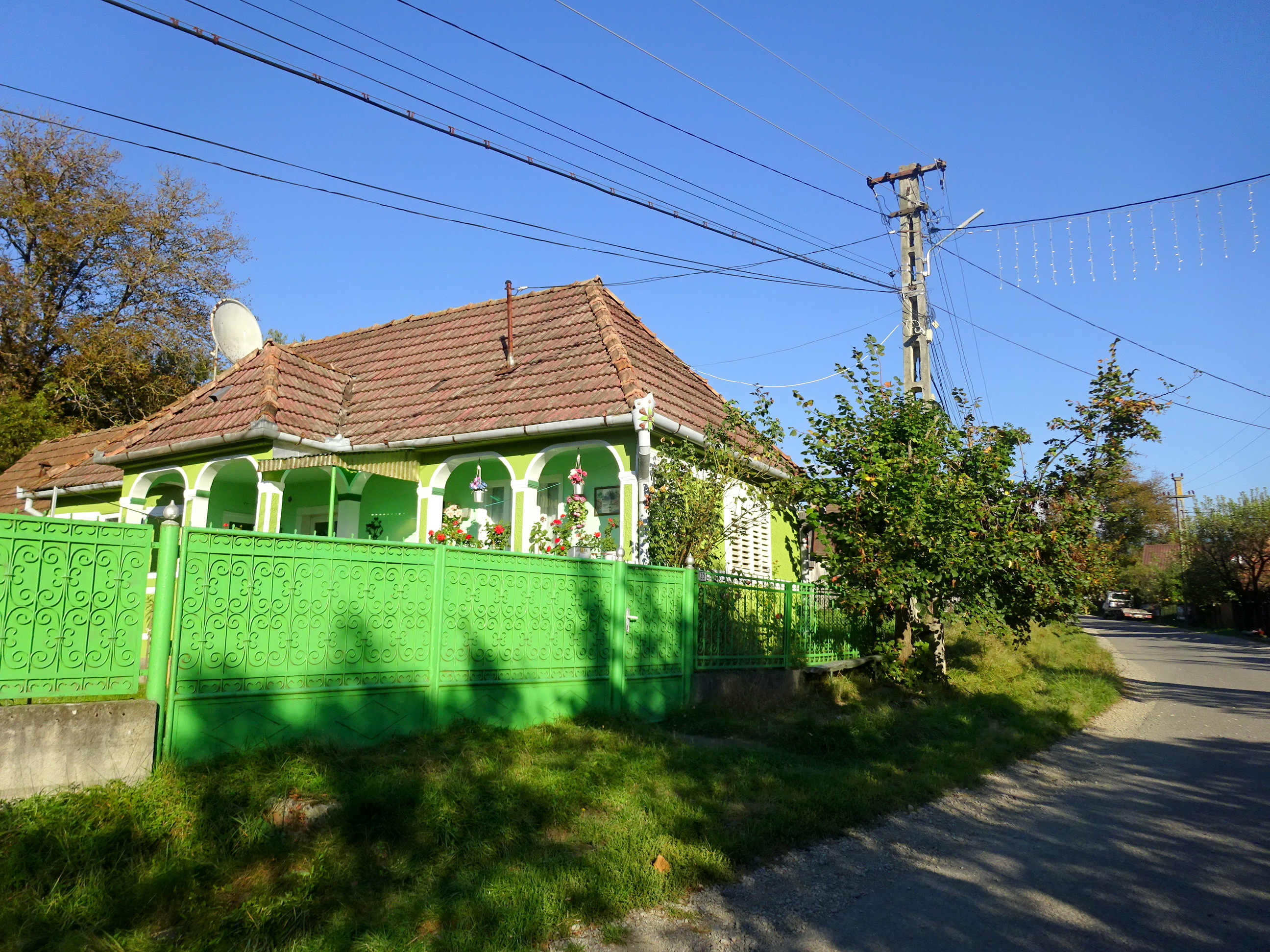
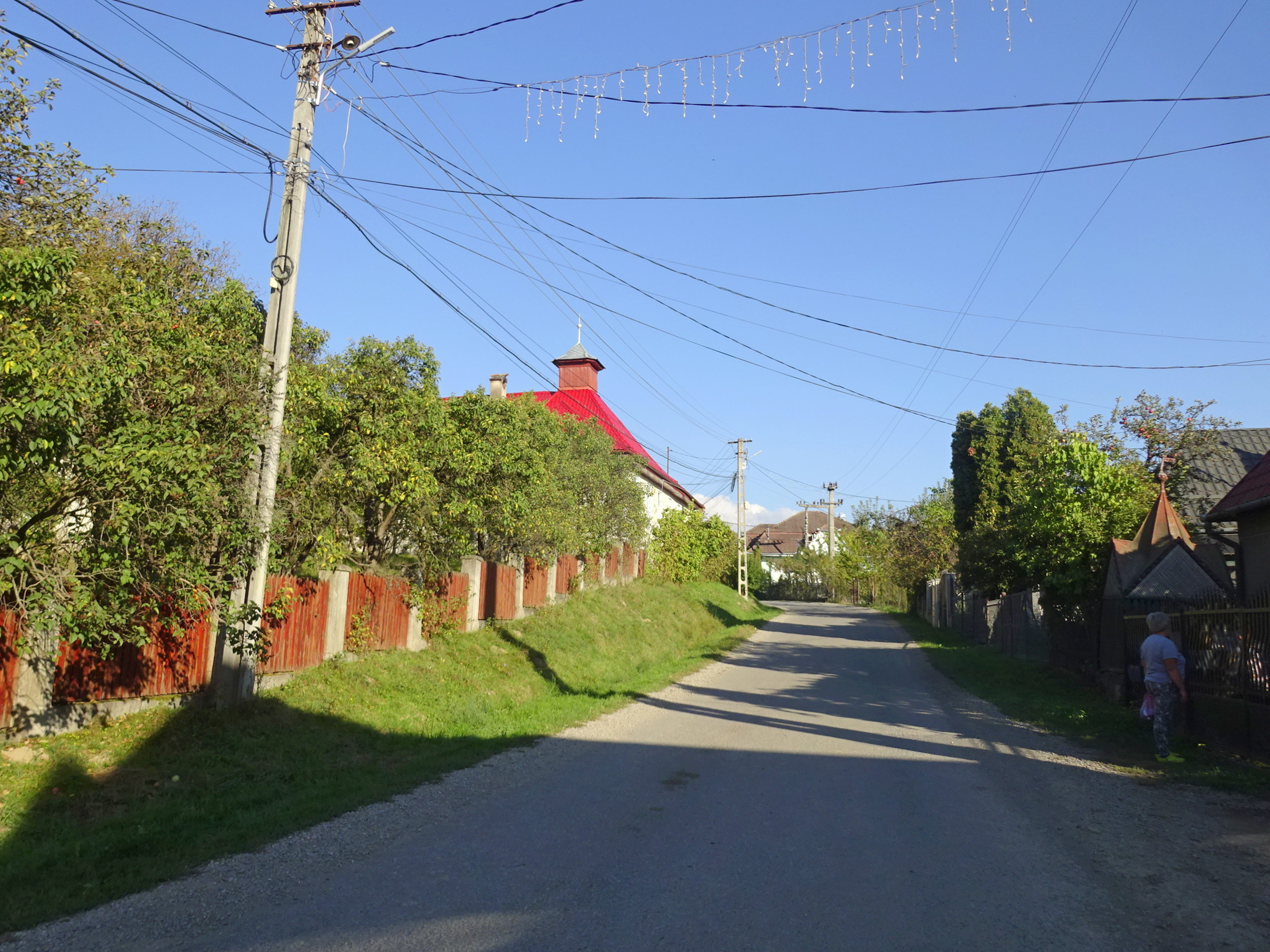
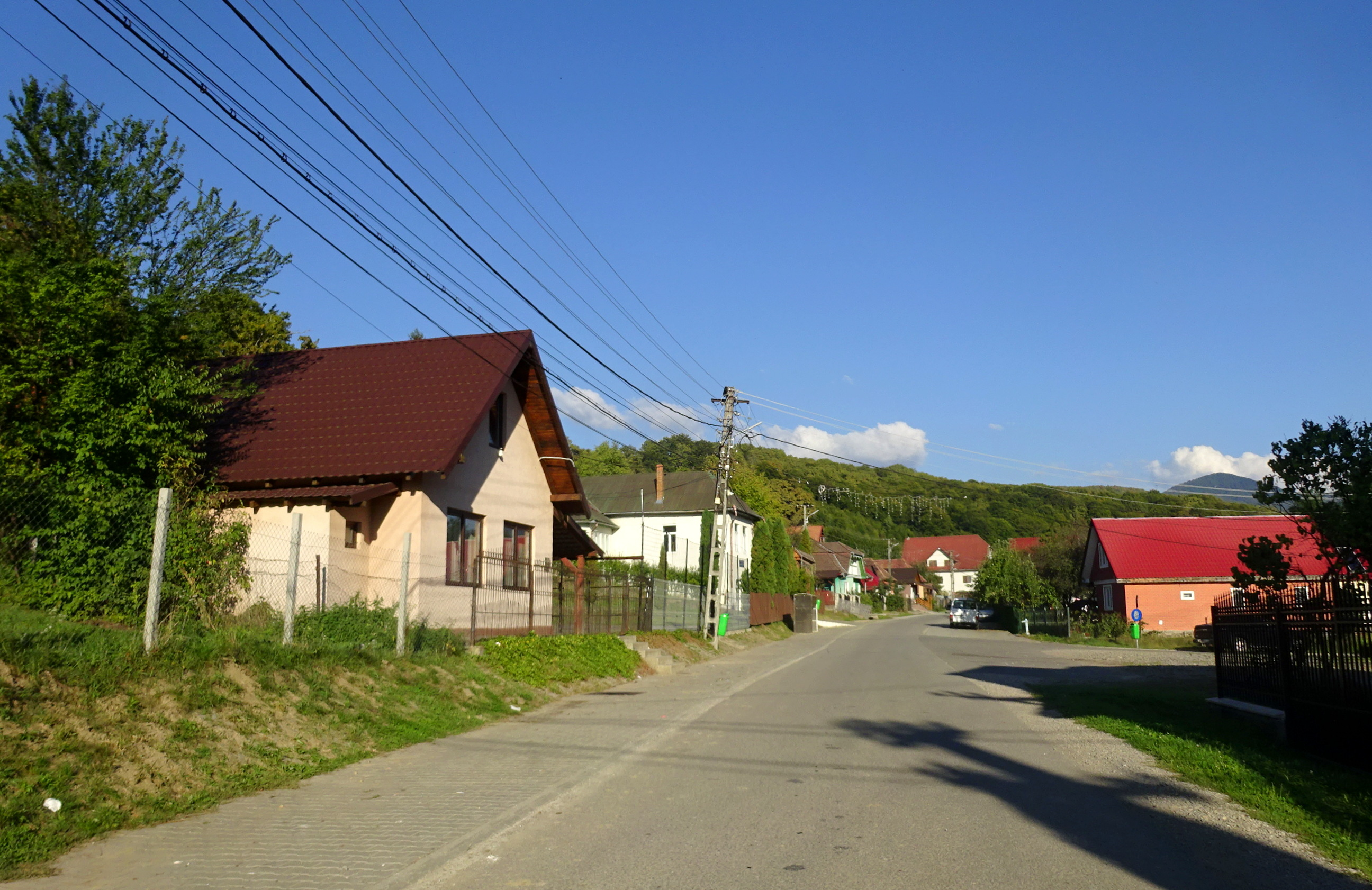
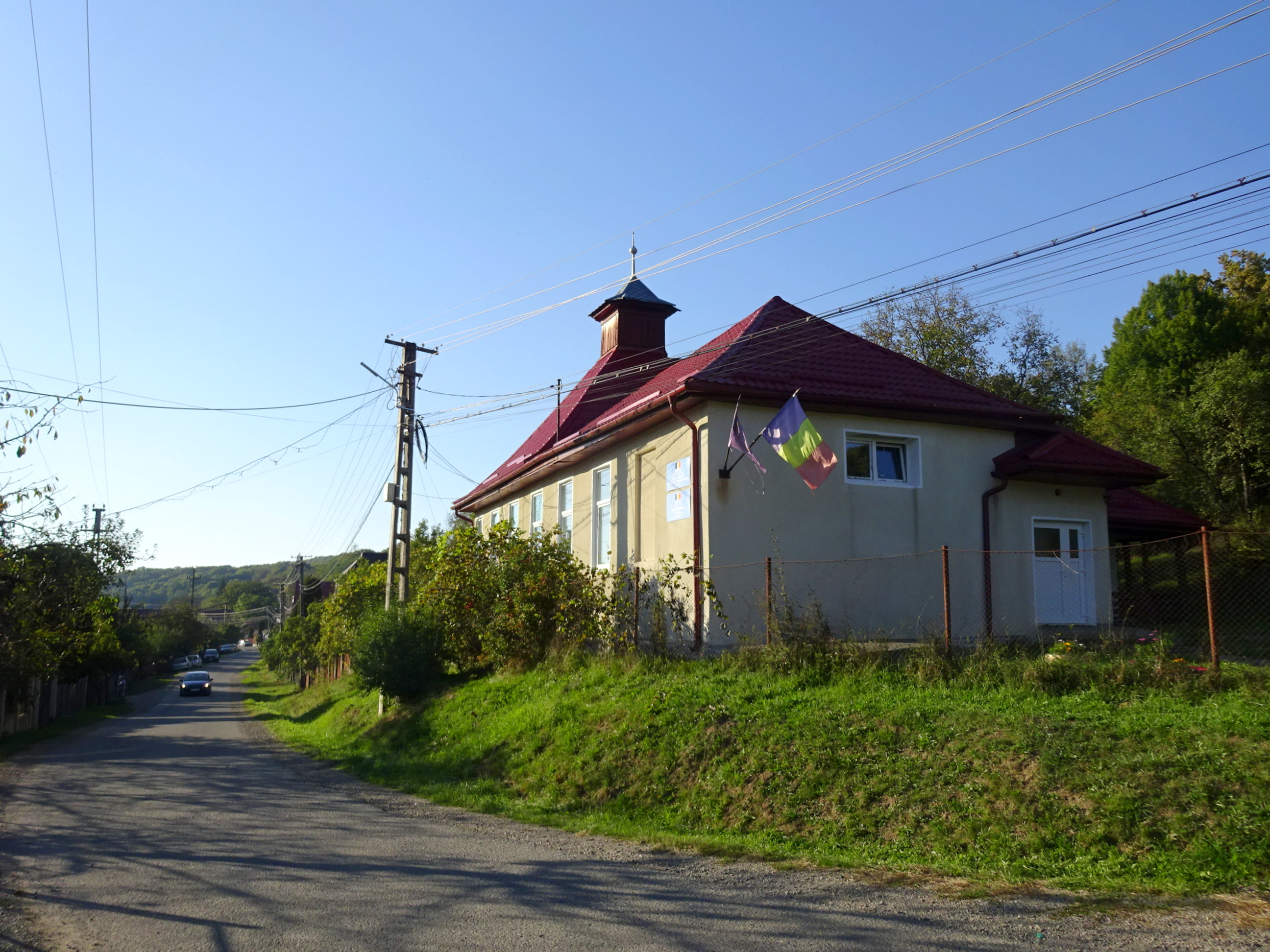
Școala
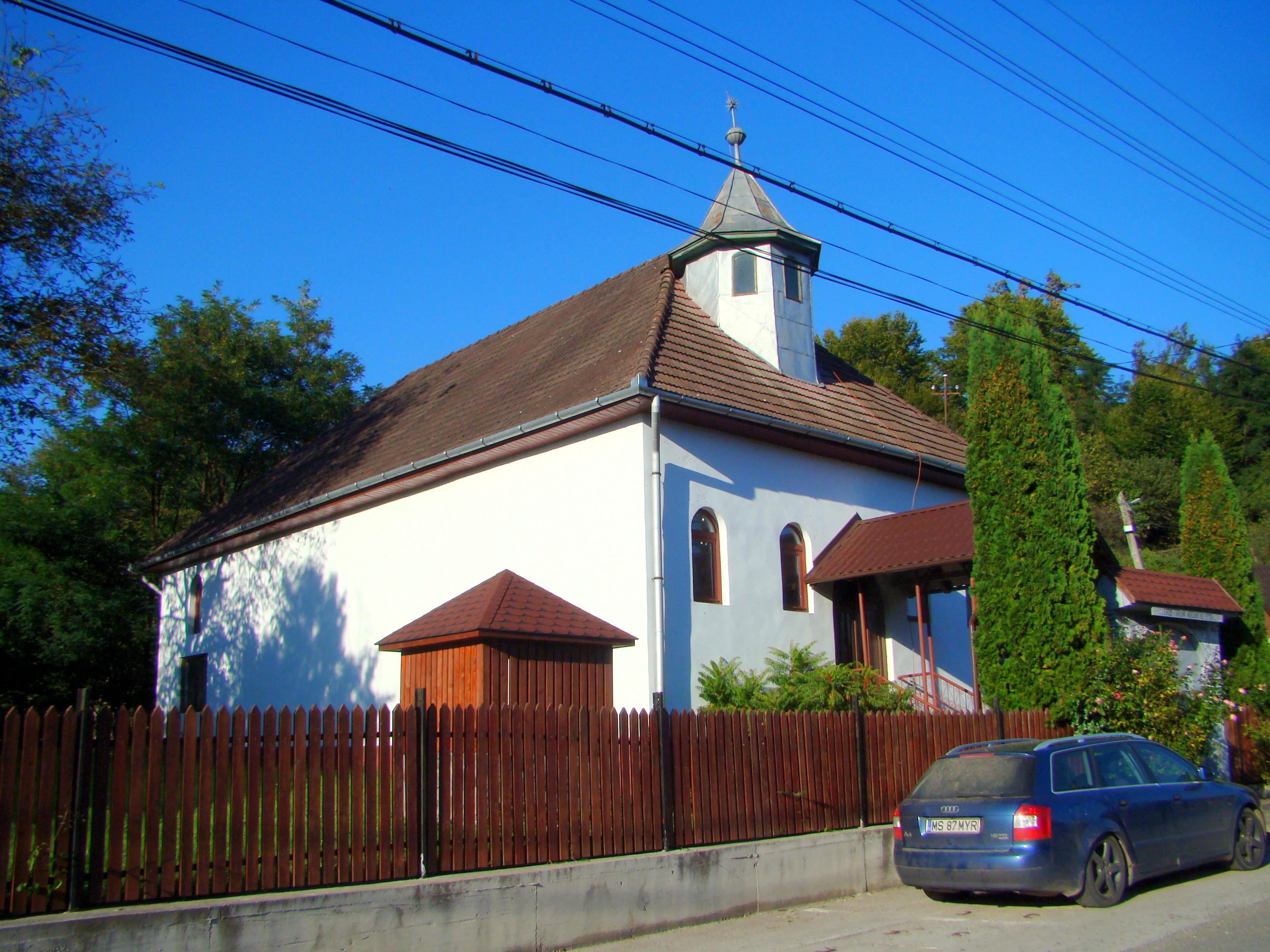
Biserica reformată (1970)
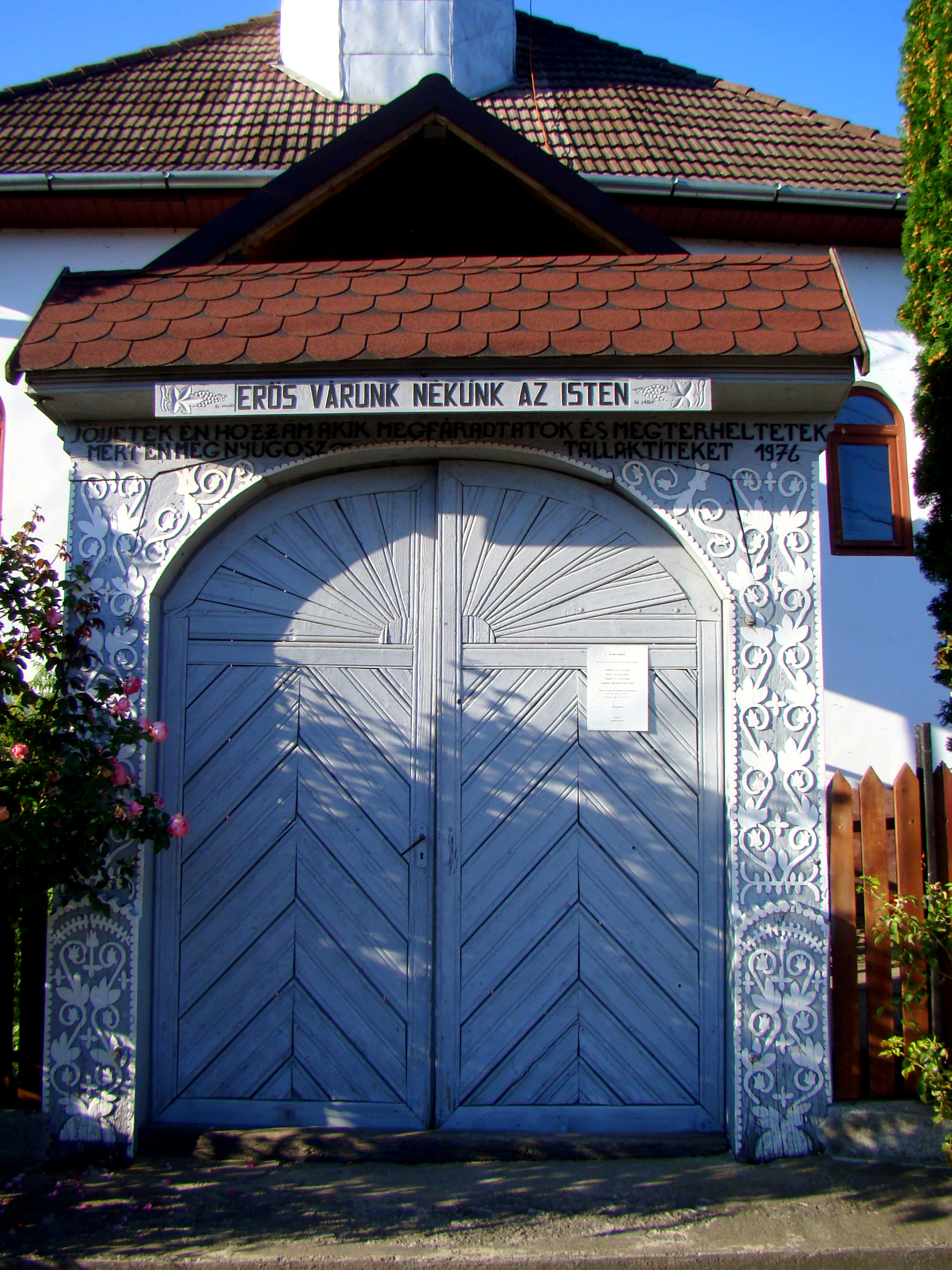
Poarta de lemn a bisericii reformate
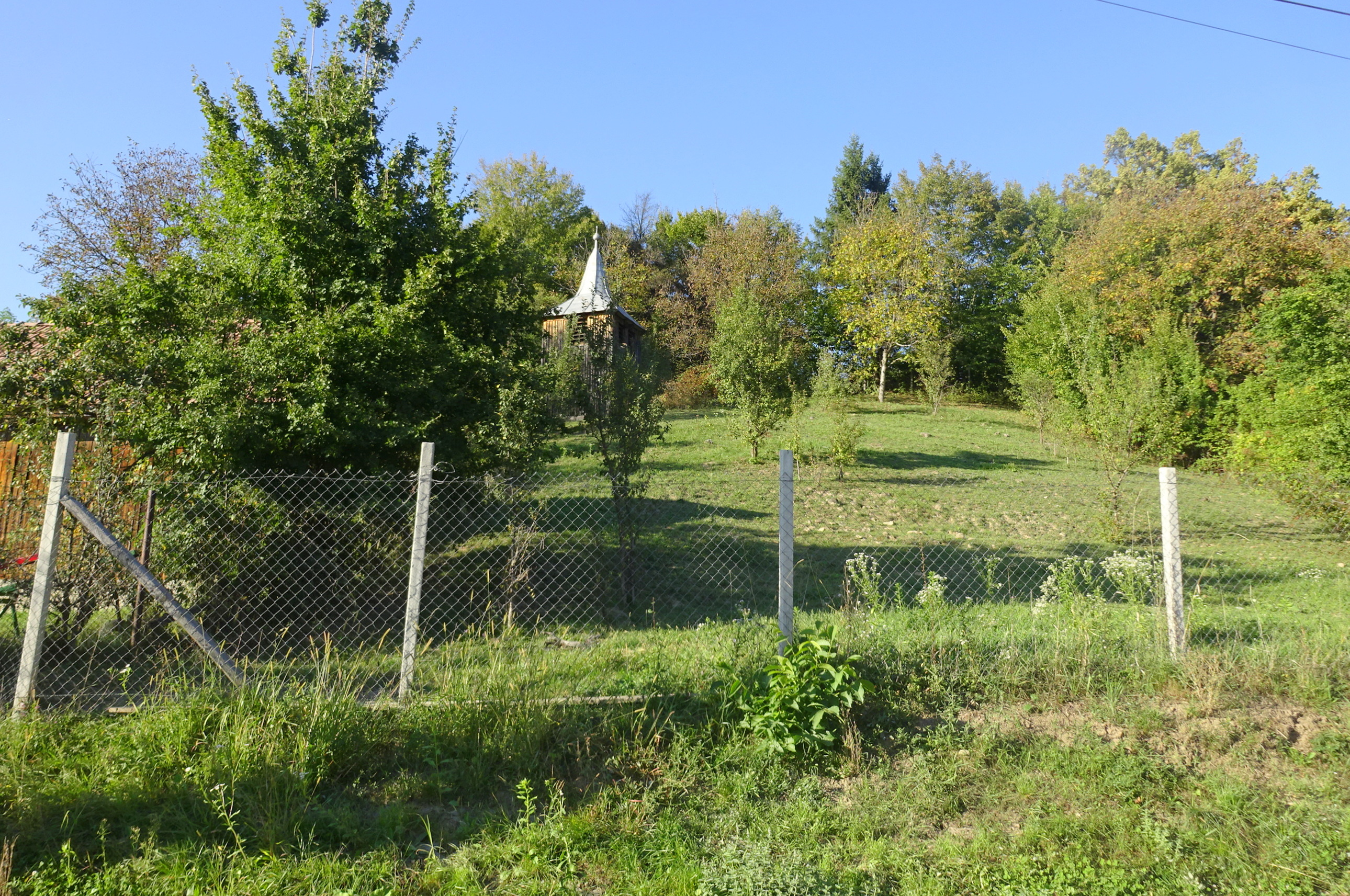
Clopotnița
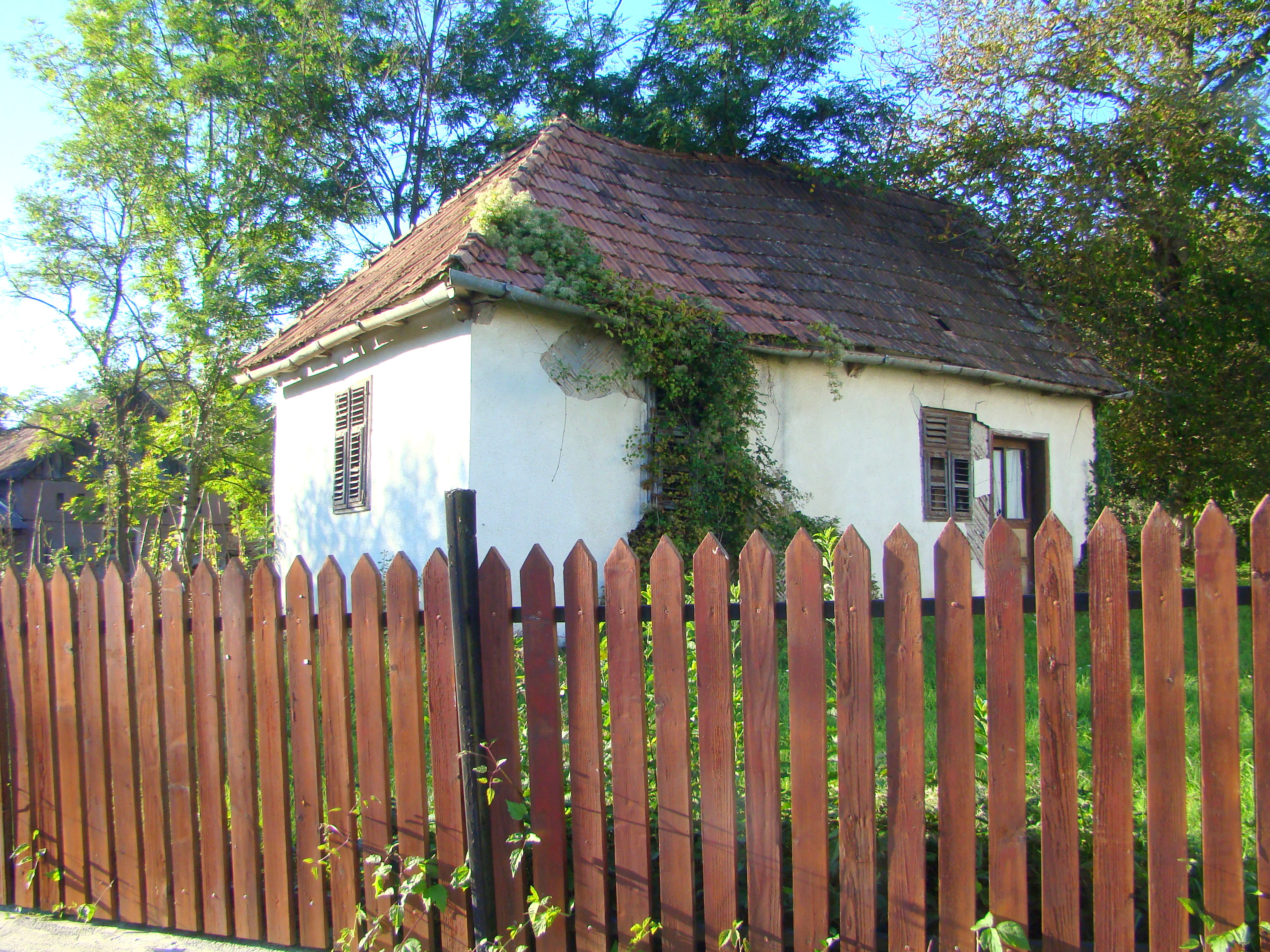
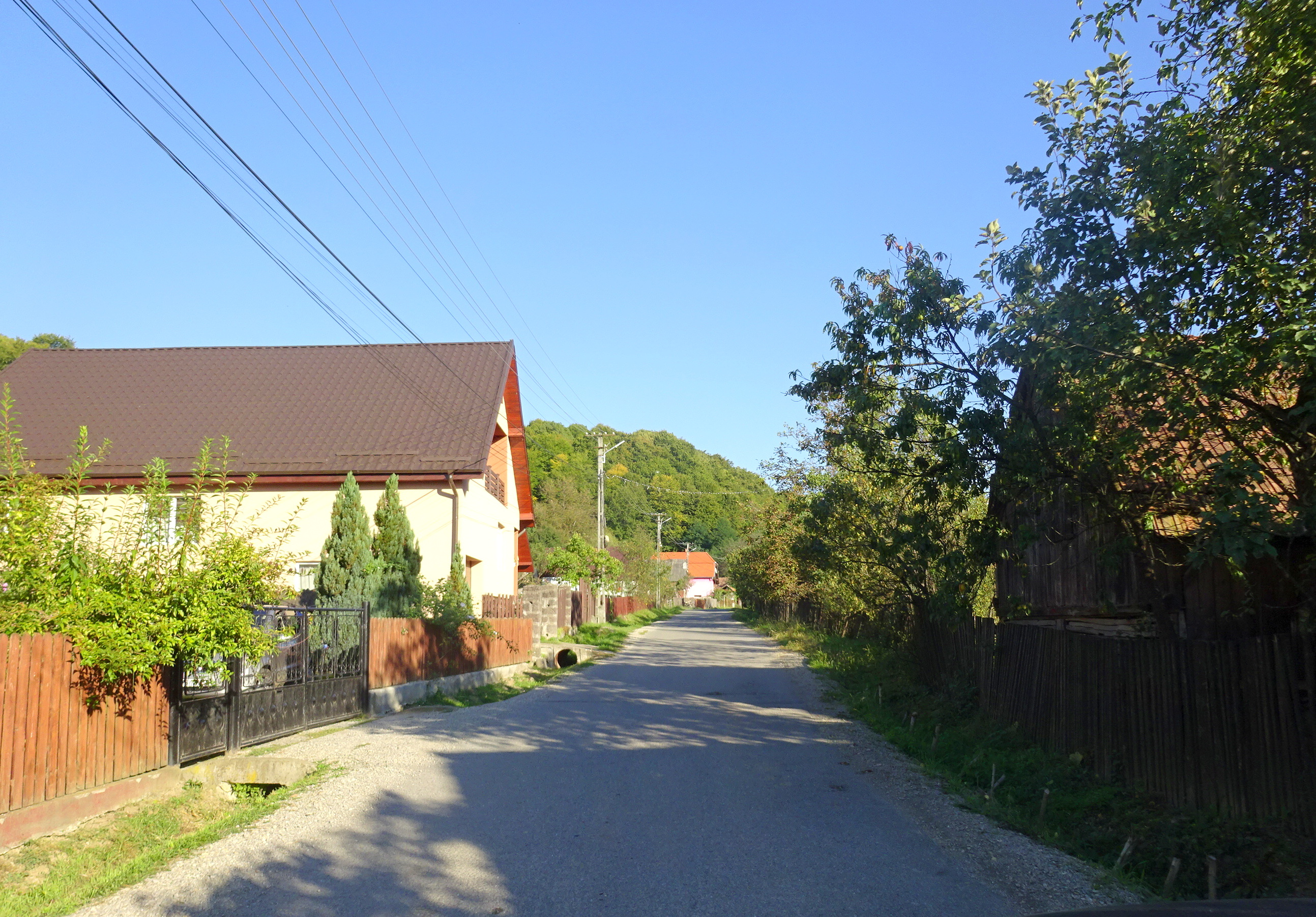
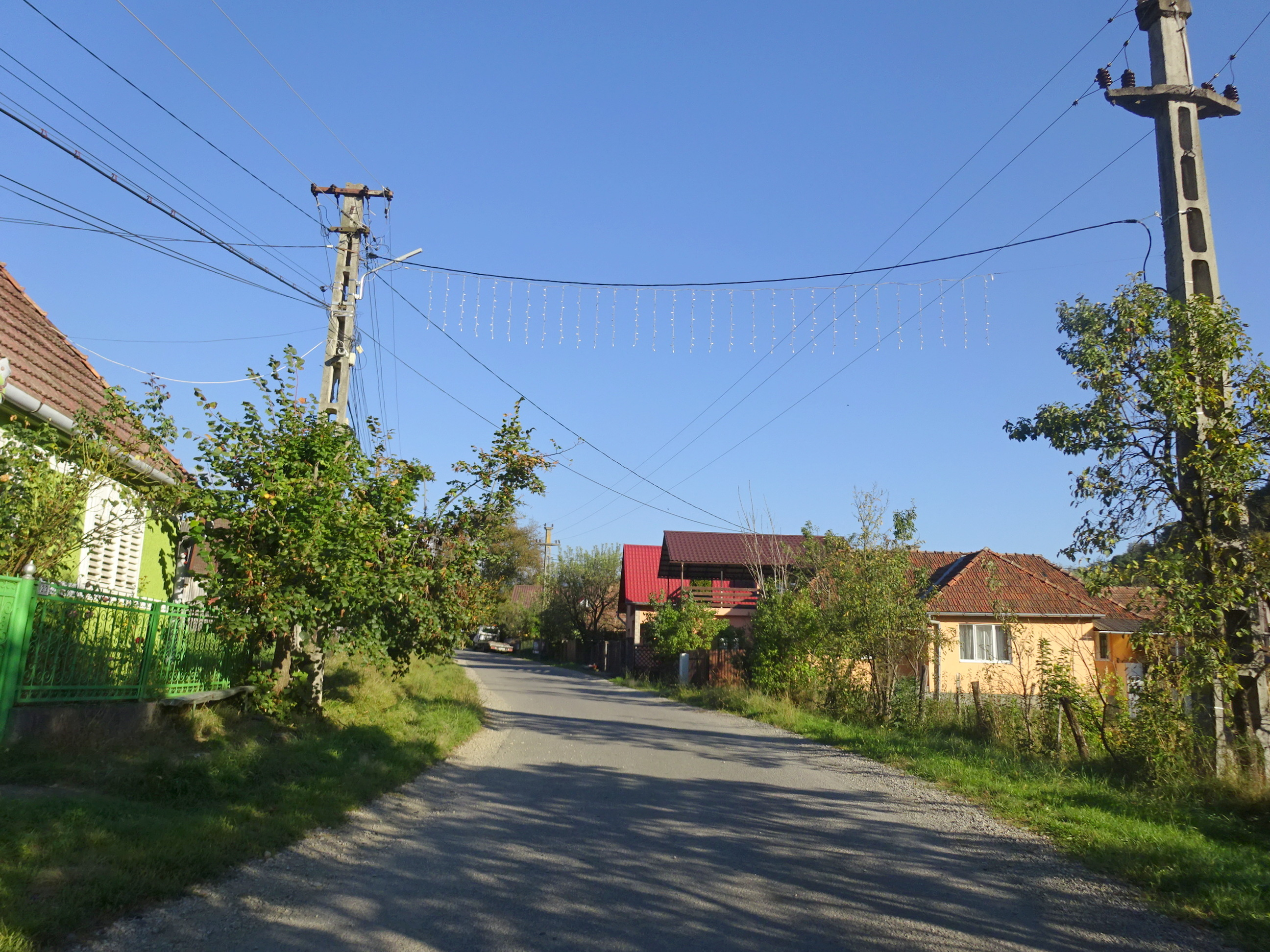
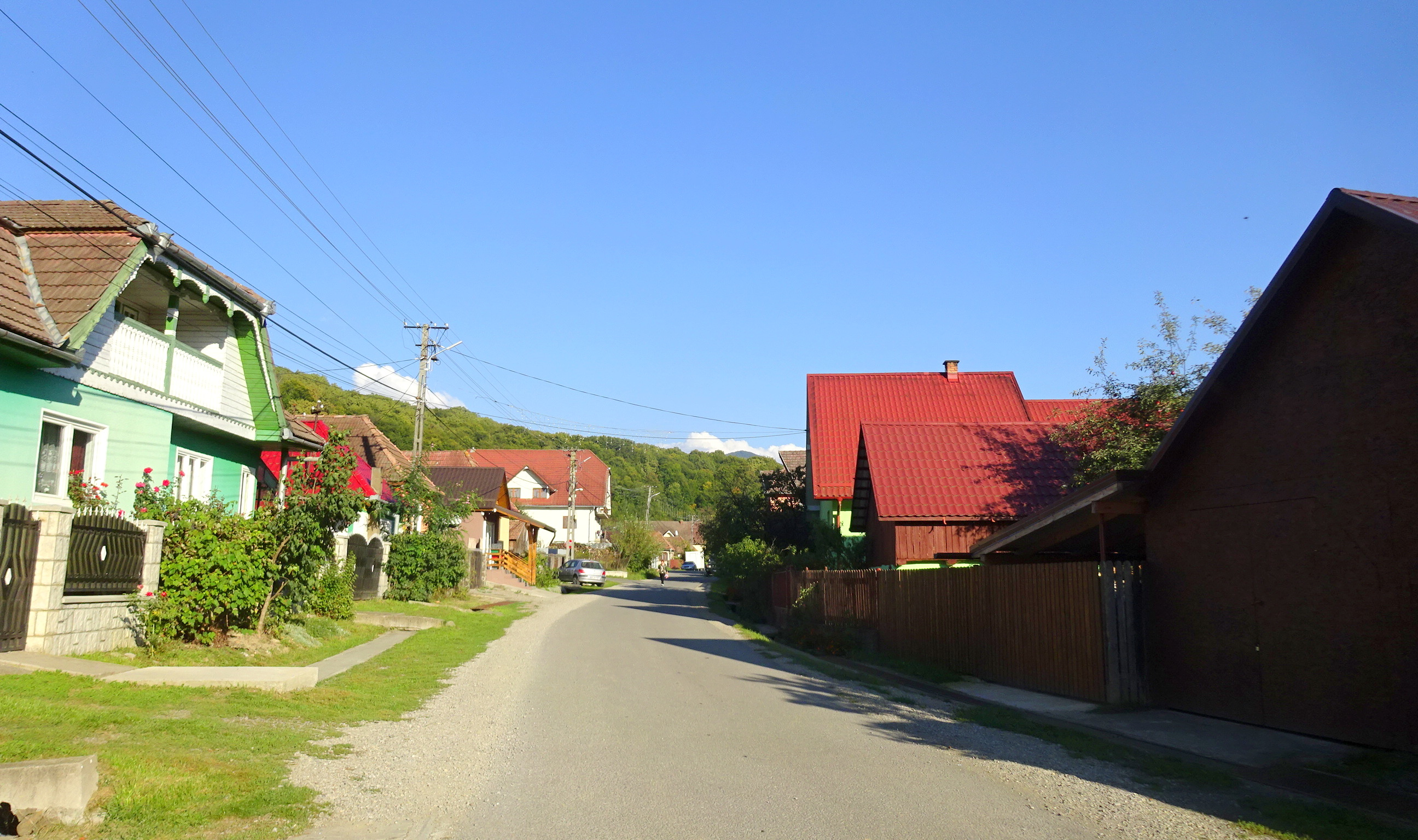
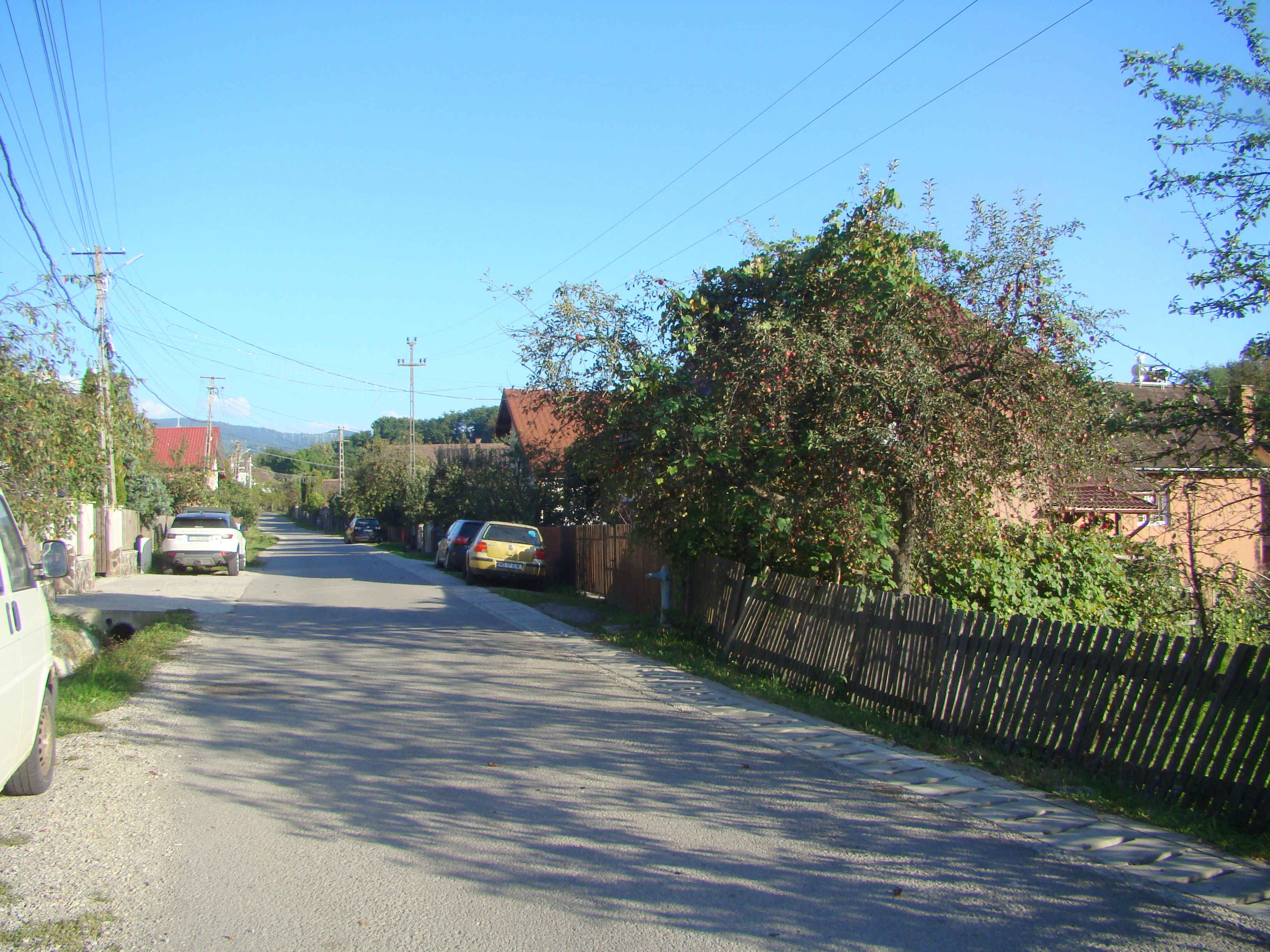